# Svilajnac
Svilajnac (em cirílico: Свилајнац) é uma vila da Sérvia localizada no município de Rekovac, pertencente ao distrito de Pomoravlje, na região de Šumadija, Levač. A sua população era de 9131 habitantes segundo o censo de 2011.

## Demografia
| 1948 | 1953 | 1961 | 1971 | 1981 | 1991 | 2002 | 2011 |
| ---- | ---- | ---- | ---- | ---- | ---- | ---- | ---- |
| 5046 | 5049 | 5895 | 7762 | 9340 | 9622 | 9395 | 9131 |